# Coppa Intercontinentale 2004 (calcio a 5)
La Coppa Intercontinentale di calcio a 5 del 2004 è la prima edizione della competizione ufficialmente riconosciuta dalla FIFA. Tutte le gare previste sono state disputate a Barcellona, dal 19 febbraio al 22 febbraio 2004.

## Squadre partecipanti
Le squadre partecipanti sono state:
- Carlos Barbosa per il Brasile, detentore del Torneo Sudamericano per Club
- Ajax Tanger per il Marocco, di cui è campione nazionale, rappresentante del continente africano.
- PSTC Londrina per il Giappone, di cui è campione nazionale.
- World United FC per gli Stati Uniti, di cui è campione nazionale.
- Playas de Castellón FS per la Spagna, detentore della Coppa UEFA.
- Action 21 Charleroi per il Belgio, finalista della Coppa UEFA.

## Competizione

### Gruppo A
| Squadra                | Pti | PG | PV | PN | PP | GF | GS |
| ---------------------- | --- | -- | -- | -- | -- | -- | -- |
| 1. Carlos Barbosa      | 6   | 2  | 2  | 0  | 0  | 24 | 4  |
| 2. Action 21 Charleroi | 3   | 2  | 1  | 0  | 1  | 23 | 5  |
| 3. Ajax Tanger         | 0   | 2  | 0  | 0  | 2  | 0  | 38 |

### Gruppo B
| Squadra                   | Pti | PG | PV | PN | PP | GF | GS |
| ------------------------- | --- | -- | -- | -- | -- | -- | -- |
| 1. Playas de Castellón FS | 6   | 2  | 2  | 0  | 0  | 25 | 4  |
| 2. PSTC Londrina          | 3   | 2  | 1  | 0  | 1  | 10 | 13 |
| 3. World United FC        | 0   | 2  | 0  | 0  | 2  | 2  | 20 |

## Risultati

### Girone A
| Data        | Gara                                 | Risultato |
| ----------- | ------------------------------------ | --------- |
| 19 febbraio | Carlos Barbosa - Ajax Tanger         | 19-0      |
| 20 febbraio | Action 21 Charleroi - Ajax Tanger    | 19-0      |
| 21 febbraio | Carlos Barbosa - Action 21 Charleroi | 5-4       |

### Girone B
| Data        | Gara                                     | Risultato |
| ----------- | ---------------------------------------- | --------- |
| 19 febbraio | Playas de Castellón FS - World United FC | 13-1      |
| 20 febbraio | World United FC - PSTC Londrina          | 1-7       |
| 21 febbraio | Playas de Castellón FS - PSTC Londrina   | 12-3      |

5º-6º posto (3º del Gruppo A - 3º del Gruppo B)
| Ora           |             | Gara |                 | Risultato |
| ------------- | ----------- | ---- | --------------- | --------- |
| 22 de febrero | Ajax Tanger | -    | World United FC | 7-5       |

### Finale 3º posto
| Barcellona 22 febbraio 2004, ore 13:45                                                                    | Action 21 | 8 – 4 (4-3) referto                  | PSTC Londrina |  |
| Éder 6’ Leo 11’ , 18’ , 24’ , 24’ André 19’ , 30’ Eli 22’ Marcatori 3’ , 33’ Hasegawa 16’ Ochi 18’ Hamaji |           |                                      |               |  |
| |           |                                      |               |  |
| Éder 6’ Leo 11’, 18’, 24’, 24’ André 19’, 30’ Eli 22’                                                     | Marcatori | 3’, 33’ Hasegawa 16’ Ochi 18’ Hamaji |               |  |

### Finale
| Barcellona 22 febbraio 2004, ore 11:45                                                      | Carlos Barbosa | 6 – 3 (2-1) referto          | Playas de Castellón |  |
| Carlinhos 8’ Fininho 10’ , 37’ , 38’ , 40’ Jonas 27’ Marcatori 7’ Tatú 22’ Euler 38’ Edésio |                |                              |                     |  |
|                                                                                             |                |                              |                     |  |
| Carlinhos 8’ Fininho 10’, 37’, 38’, 40’ Jonas 27’                                           | Marcatori      | 7’ Tatú 22’ Euler 38’ Edésio |                     |  |